# برایان میراندا
برایان میراندا (انگلیسی: Braian Miranda؛ زادهٔ ۱۹ ژانویهٔ ۱۹۹۳) بازیکن فوتبال اهل آرژانتین است.
از باشگاه‌هایی که در آن بازی کرده‌است می‌توان به باشگاه فوتبال آرژانتینوس جونیورز اشاره کرد.